# Weinmannia geometrica
Weinmannia geometrica är en tvåhjärtbladig växtart som beskrevs av Henry Hurd Rusby. Weinmannia geometrica ingår i släktet Weinmannia och familjen Cunoniaceae. Inga underarter finns listade i Catalogue of Life.